# オリヴェ (ロワレ県)
オリヴェ （Olivet）は、フランス、サントル＝ヴァル・ド・ロワール地域圏、ロワレ県のコミューン。オリヴェは、UNESCO世界遺産に登録されているロワール渓谷内に位置する。

## 地理
オリヴェは、オルレアンの南にあり、ロワレ川の河畔にある。コミューン面積は23.39平方キロメートルで、東西に6.5キロメートル、南北に5.5キロメートルの距離がある。オリヴェの地は全長13キロメートルのロワレ川に負うところが大きい。サン＝プリヴェ＝サン＝メスマンにてロワール川と合流するまで、森、湖、遊歩道といった自然の風景が連続して続く。
コミューンが最後に洪水災害にあったのは19世紀であるが、現在も洪水区域に指定されている。

## 歴史
最古のオリヴェの記録はメロヴィング朝期である。最初の水車が築かれたのは10世紀、サン＝メスマン・ド・ミシー修道院の修道士たちによってであった。
村の最古の名は11世紀に記されたサン＝マルタン＝デュ＝ロワレ（Saint-Martin-du-Loiret）である。オリヴェとはおそらくオリーヴ山（mont des oliviers）からきている。百年戦争時代、オルレアン包囲戦中にオリヴェは大きく破壊された。
17世紀初め、アンリ4世時代の元帥が暮らすプティユ城が築かれた。アンリ4世は幾度か城を訪れている。それは王と王の愛妾アンリエット・ダントレーグとの人目を忍ぶ密会の場であったのだろう。1614年、マリー・ド・メディシスに伴われてルイ13世も訪れている。
18世紀から19世紀、ロワレ河岸は理想的な休暇の場所となっていた。水車は徐々に住宅に変わっていった。ギャンゲットが川岸に軒を連ねた。
第二次世界大戦後、アメリカ陸軍が基地をオリヴェに置いていたが、フランスがNATOの軍事機構から脱退したため基地から撤収した。現在、フランス陸軍第6＝第12胸甲騎兵連隊が駐屯する。

## 交通
- トラム - オルレアン・トラム（fr）A線

## 人口統計
| 1962年 | 1968年 | 1975年 | 1982年 | 1990年 | 1999年 | 2006年 |
| ------ | ------ | ------ | ------ | ------ | ------ | ------ |
| 7 350  | 7 860  | 11 568 | 13 629 | 17 572 | 19 209 | 21 032 |

sources=1962年まではCassiniとEHESS, 1968年以降はInseeを参考とする · 